# إل باييس (الأوروغواي)
إل باييس (بالإسبانية: El País) هي صحيفة أوروغوايية، نُشرت لأول مرة في 14 سبتمبر 1918، ووزعت على الصعيد الوطني. كانت تنتمي سابقًا إلى نفس المجموعة الإعلامية مثل قناة Teledoce التلفزيونية. تم تصنيف موقع الويب الخاص بها في المرتبة السادسة في أوروجواي وفقًا لـ Alexa. يتم التحقق من تداولها من قبل مؤسسة IVC الأرجنتينية.

## التاريخ
تم إنشاء إل باييس في مونتيفيديو، وتم تحريرها في الأصل من قبل ليونيل أغيري وإدواردو رودريغيز لاريتا وواشنطن بيلتران باربات. بدأت كصحيفة سياسية مكرسة للحزب الوطني، ثم تطورت لاحقًا إلى صحيفة ذات اهتمام عام.
لعقود من الزمان، كانت إل باييس من بين وسائل الإعلام المكتوبة الرائدة في أوروغواي، مع توزيع 65.000 في أيام الأسبوع و 100.000 يوم الأحد. ينصب تركيزها التحريري على الأخبار الاجتماعية والسياسية والاقتصادية للأوروغواي، فضلاً عن التحالف التجاري الإقليمي لميركوسور.

## الجوائز

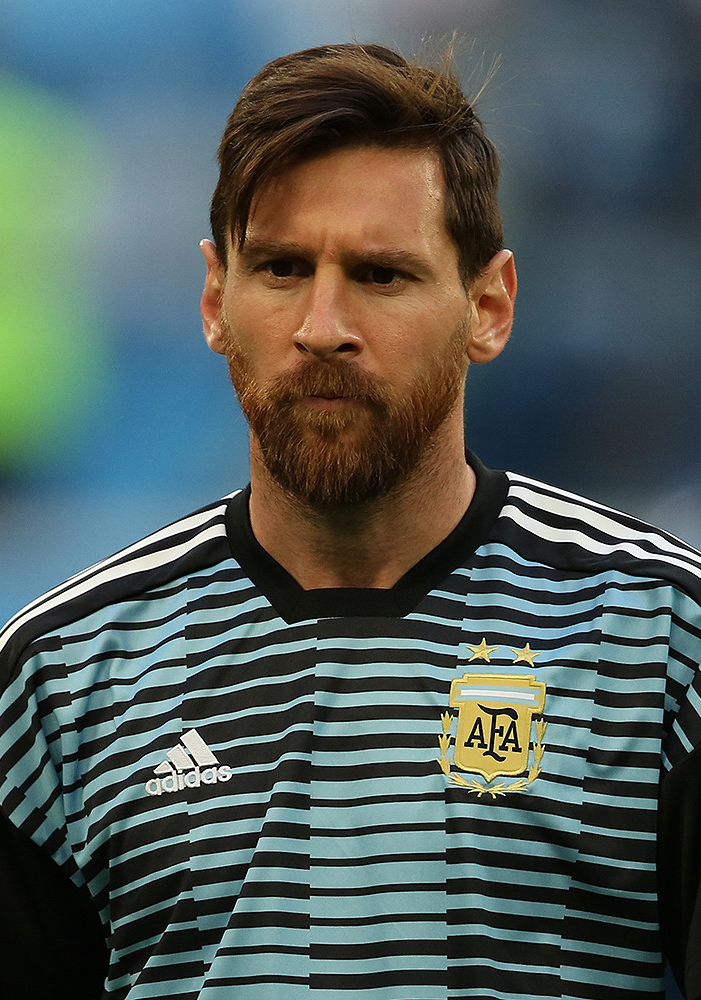
ليونيل ميسي هو أكثر من فاز بالجائزة بأربعة مرات إلى جانب زين الدين زيدان. ميسي هو اللاعب الوحيد الذي فاز بالجائزة أربع مرات متتالية (2009–12).

من عام 1991 إلى عام 2012، كانت إل باييس قد منحت جائزة «ملك كرة القدم الأوروبية» لأفضل لاعب كرة قدم في أوروبا.
الفائز الأول كان الفرنسي جان بيير بابان.
الأرجنتيني ليونيل ميسي والفرنسي زين الدين زيدان الفائزين بالأرقام القياسية بأربعة انتصارات لكل منهما.
فاز ميسي بجميع الجوائز الأربع على التوالي (2009–12).
| العام | اللاعب            | النادي                   |
| ----- | ----------------- | ------------------------ |
| 1991  | جان بيير بابان    | أولمبيك مارسيليا         |
| 1992  | ماركو فان باستن   | ميلان                    |
| 1993  | روبرتو باجو       | يوفنتوس                  |
| 1994  | باولو مالديني     | ميلان                    |
| 1995  | جورج ويا          | باريس سان جيرمان / ميلان |
| 1996  | رونالدو           | نادي آيندهوفن / برشلونة  |
| 1997  | رونالدو           | برشلونة / إنتر ميلان     |
| 1998  | زين الدين زيدان   | يوفنتوس                  |
| 1999  | ريفالدو           | برشلونة                  |
| 2000  | لويس فيغو         | برشلونة / ريال مدريد     |
| 2001  | زين الدين زيدان   | يوفنتوس / ريال مدريد     |
| 2002  | زين الدين زيدان   | ريال مدريد               |
| 2003  | زين الدين زيدان   | ريال مدريد               |
| 2004  | رونالدينيو        | برشلونة                  |
| 2005  | رونالدينيو        | برشلونة                  |
| 2006  | رونالدينيو        | برشلونة                  |
| 2007  | كاكا              | ميلان                    |
| 2008  | كريستيانو رونالدو | مانشستر يونايتد          |
| 2009  | ليونيل ميسي       | برشلونة                  |
| 2010  | ليونيل ميسي       | برشلونة                  |
| 2011  | ليونيل ميسي       | برشلونة                  |
| 2012  | ليونيل ميسي       | برشلونة                  |

## الفوز حسب اللاعب
| اللاعب          | عدد الفوز       |
| --------------- | --------------- |
| ليونيل ميسي     | 4 (على التوالي) |
| زين الدين زيدان | 4               |
| رونالدينيو      | 3               |
| رونالدو         | 2               |

## وصلات خارجية
- الموقع الرسمي
 باللغة الإسبانية
- TV: canales de Montevideo concentran 95,5% del mercado – Portal 180, 10 November 2011
- European Player and Team of the Year 1991–2006